# あ、春
『あ、春』（あ、はる）は、1998年に相米慎二監督、佐藤浩市主演で制作された日本映画。家族を題材にしたコメディ映画である。原作は村上政彦の「ナイスボール」所収の同名小説。

## ストーリー
一流大学を出て証券会社に入社、良家の娘と逆玉結婚して可愛いひとり息子にも恵まれた韮崎は、ずっと自分は幼い時に父親と死に別れたという母親の言葉を信じて生きてきた。ところがある日、彼の前に父親だと名乗る男が現れた・・。

## スタッフ
- 監督：相米慎二
- 製作：中川滋弘
- プロデューサー：榎望、矢島孝
- 原作：村上政彦 「ナイスボール」
- 脚色：中島丈博
- 撮影：長沼六男
- 美術：小川富美男
- 編集：奥原好幸
- 衣装（デザイン）：北村道子
- 音楽：大友良英
- 音楽プロデューサー：佐々木次彦
- 照明：熊谷秀夫
- 録音：野中英敏
- スクリプター：今村治子
- スチール：中原一彦
- 助監督：宮城仙雅

## キャスト
- 韮崎紘：佐藤浩市
- 韮崎瑞穂：斉藤由貴
- 浜口笹一：山﨑努
- 水原郁子：藤村志保
- 韮崎公代：富司純子
- 韮崎義明：三浦友和（友情出演）
- 韮崎千鶴子：余貴美子
- 富樫八重子：三林京子
- 韮崎充：岡田慶太
- 沢近：村田雄浩
- 菊池雛子：原知佐子
- 住職：笑福亭鶴瓶（友情出演）
- 医師：塚本晋也
- 看護婦：河合美智子
- トラックの運転手：寺田農
- サラリーマン：木下ほうか
- サラリーマン：掛田誠

## 受賞
- 第73回キネマ旬報ベスト・テン
  - ベストワン（第1位）
  - 助演女優賞 - 富司純子
- 第53回毎日映画コンクール
  - 助演女優賞 - 余貴美子[注 1]
  - 脚本賞 - 中島丈博[注 2]
- 第41回ブルーリボン賞・助演女優賞 - 余貴美子
- 第24回報知映画賞
  - 主演男優賞 - 三浦友和[注 3]
  - 助演女優賞 - 富司純子[注 4]